# Le P'tit Bout d'chique
Le P'tit Bout d'chique est une bande dessinée créée en 1975 par François Walthéry, qui narre les mésaventures d'un sympathique petit gamin, qui n'est pas sans rappeler le graphisme de Francisque Poulbot. Les gags de ce petit bout d'homme sont remplis d'humour et de poésie.

## Publications
- Le P'tit Bout d'chique, Marsu Productions :

1. François Walthéry, Le P'tit Bout d'chique, 1989  (ISBN 2-9502211-3-0).
2. François Walthéry (dessin) et Serdu (scénario), Bout à bout!, 1992  (ISBN 2-908462-45-1).
3. Mittéï (dessin) et Michel Dusart (scénario), Le P'tit Bout d'chique en vacances, 1994  (ISBN 2-908462-48-6).
4. Intégrale des albums dessinés par François Walthéry complétée d'un inédit Le P'tit Bout d'chique en vacances dans sa version initiale de Walthéry (l'album publié chez Dupuis étant une version Mittéï). Un dossier de 30 pages, richement documenté par Jean Luc Dieu complète l'album, Editions du Tiroir, 2020  (ISBN 978-2-931027-19-6).

- 4 De fête en fête, Marsu Productions, Monaco, novembre 1996
Scénario et dessin : Mittéï - Couleurs : quadrichromie -  (ISBN 2-908462-72-9)
- 5 T'énerve pas, papa !, Marsu Productions, Monaco, novembre 1997
Scénario et dessin : Mittéï - Couleurs : Cerise -  (ISBN 2-908462-88-5)
- 6 Blanc comme neige, Marsu Productions, Monaco, novembre 1998
Scénario et dessin : Mittéï - Couleurs : Cerise -  (ISBN 2-912536-30-8)